# ウィープケ・ジルゲ
ウィープケ・ジルゲ（Wiebke Silge、1996年7月16日 - ）はドイツの女子バレーボール選手。ポジションはミドルブロッカー。ドイツ代表。

## 来歴
2011年にUSC Münsterに入団した。2014年、ドイツ代表に初選出され、同年5月のモントルーバレーマスターズで代表デビューし、世界選手権にも出場した。2015年からSCポツダムでプレーしている。

## 球歴
- 世界選手権 - 2014年
- ワールドグランプリ - 2014年、2015年
- 欧州選手権 - 2015年

## 所属クラブ
- USC Münster（2011-2015年）
- SCポツダム（2015-2017年）
- BSV Ostbevern（2019-2020年）
- VC Kanti Schaffhausen（2020-2022年）
- Ladies in Black Aachen（2022-）